# Kohei Yamada
Kohei Yamada (山田 晃平 Yamada Kohei?), född 8 januari 1989 i Hyōgo prefektur, är en japansk fotbollsspelare.
Yamada började sin karriär 2010 i Thespa Kusatsu. Efter Thespa Kusatsu spelade han för Colorado Rapids, V-Varen Nagasaki, AC Nagano Parceiro och FC Gifu.